# 薩摩亞狐蝠
薩摩亞狐蝠（Pteropus samoensis），又名沙曼亞島狐蝠，是一種狐蝠科。牠們分佈在美屬薩摩亞、斐濟及薩摩亞。牠們棲息在亞熱帶或熱帶的森林內。牠們因失去棲息地而受到威脅。